# Sustenabilitate

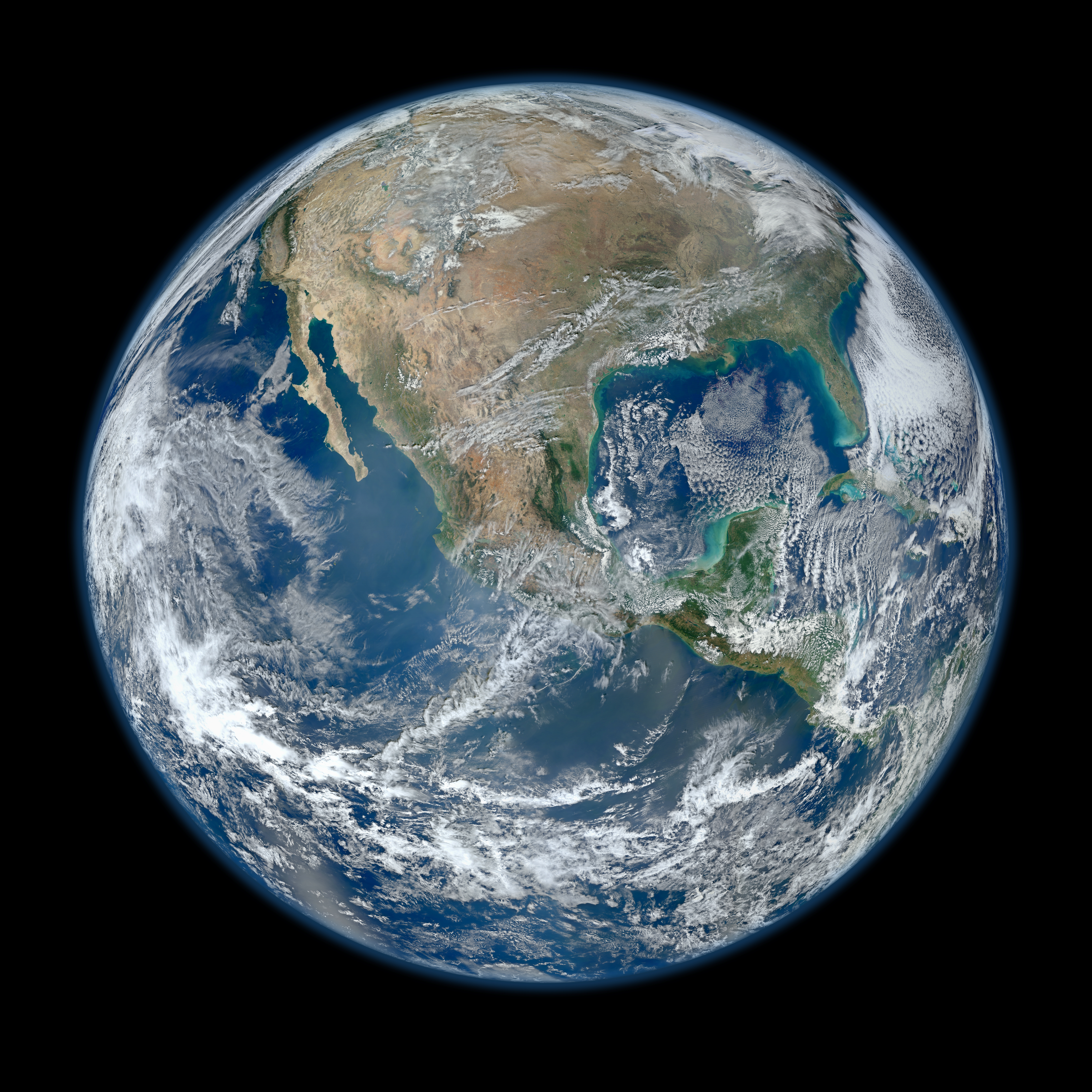
Realizarea sustenabilității va permite pământului să continue să sprijine viața umană

Sustenabilitatea este un obiectiv social pentru omenire exprimat prin capacitatea de a exista pe termen lung. În secolul al XXI-lea se referă în general la capacitatea biosferei și a civilizației umane de a coexista. Este, de asemenea, definit ca procesul de menținere a schimbărilor într-un stadiu echilibrat de homeostază, în care exploatarea resurselor, direcția investițiilor, orientarea dezvoltării tehnologice și schimbarea instituțională sunt toate în armonie și sporesc atât potențialul actual, cât și cel viitor satisface nevoile și aspirațiile umane. Pentru mulți din domeniu, durabilitatea este definită prin următoarele domenii sau piloni interconectați: mediu, economic și social, care, potrivit lui Fritjof Capra, se bazează pe principiile gândirii sistemelor (vezi și teoria sistemelor). Au fost luate în considerare și subdomeniile dezvoltării durabile: culturale, tehnologice și politice. Conform viitorului nostru comun, dezvoltarea durabilă este definită ca o dezvoltare care „răspunde nevoilor prezentului fără a compromite capacitatea generațiilor viitoare de a-și satisface propriile nevoi”. Dezvoltarea durabilă poate fi principiul organizator al durabilității, totuși alții pot considera că cei doi termeni sunt paradoxali (adică dezvoltarea este inerent nedurabilă). 
Sustenabilitatea poate fi definită și ca un proces socio-ecologic caracterizat prin urmărirea unui ideal comun. [ sursă auto-publicată? ] Un ideal este prin definiție de neatins într-un anumit timp și spațiu. Cu toate acestea, prin abordarea persistentă și dinamică a acestuia, procesul are ca rezultat un sistem durabil. Mulți ecologiști și ecologiști susțin că durabilitatea se realizează prin echilibrul speciilor și resursele din mediul lor. Așa cum se practică de obicei în gestionarea resurselor naturale, scopul este menținerea acestui echilibru, resursele disponibile nu trebuie epuizate mai repede decât resursele sunt generate în mod natural. 
Utilizarea modernă a termenului de durabilitate este largă și dificil de definit cu precizie. Inițial, durabilitatea însemna să se facă doar o astfel de utilizare a resurselor naturale, regenerabile, încât oamenii să poată continua să se bazeze pe randamentele lor pe termen lung. Conceptul de durabilitate, sau Nachhaltigkeit în germană, poate fi urmărit înapoi la Hans Carl von Carlowitz (1645–1714) și a fost aplicat silviculturii. 
Ecosistemele și mediile sănătoase sunt necesare pentru supraviețuirea oamenilor și a altor organisme. Modalitățile de reducere a impactului negativ asupra omului sunt ingineria chimică ecologică, gestionarea resurselor de mediu și protecția mediului. Informațiile sunt obținute din calculul ecologic, chimia ecologică, știința pământului, știința mediului și biologia conservării. Economia ecologică studiază domeniile cercetării academice care vizează abordarea economiilor umane și a ecosistemelor naturale. 
Trecerea către sustenabilitate este, de asemenea, o provocare socială care implică legislația internațională și națională, planificarea și transportul urban, gestionarea lanțului de aprovizionare, stilurile de viață locale și individuale și consumismul etic. Modalitățile de viață mai durabile pot lua multe forme din reorganizarea condițiilor de viață (de exemplu, ecovilages, eco-municipalități și orașe durabile), din reevaluarea sectoarelor economice (permacultură, construcție verde, agricultură durabilă) sau practici de lucru (arhitectură durabilă), folosind știința pentru a dezvolta noi tehnologii (tehnologii ecologice, energie regenerabilă și fisiune durabilă și putere de fuziune) sau proiectarea sistemelor într-un mod flexibil și reversibil și ajustarea stilurilor de viață individuale care conservă resursele naturale. 
Pe scurt, „termenul„ durabilitate ”ar trebui privit ca obiectivul uman al țintei de echilibru om-ecosistem (homeostazie), în timp ce„ dezvoltare durabilă ”se referă la abordarea holistică și procesele temporale care ne conduc către punctul final al durabilității.” În ciuda popularității crescute a utilizării termenului „durabilitate”, posibilitatea ca societățile umane să realizeze sustenabilitatea mediului a fost și continuă să fie pusă sub semnul întrebării - având în vedere degradarea mediului, schimbările climatice, consumul excesiv, creșterea populației și căutarea societăților de creștere economică nelimitată într-un sistem închis. 

## Etimologie
Denumirea de sustenabilitate este derivată din latina sustiner(tenere, a ține; sub, sub)

## Componente

### Trei dimensiuni ale sustenabilității
Summit-ul Mondial 2005 privind dezvoltarea socială a identificat obiectivele de dezvoltare durabilă, cum ar fi dezvoltarea economică, dezvoltarea socială și protecția mediului. Această viziune a fost exprimată ca o ilustrație folosind trei elipse suprapuse care indică faptul că cei trei piloni ai durabilității nu se exclud reciproc și se pot consolida reciproc. De fapt, cei trei piloni sunt interdependenți și, pe termen lung, niciunul nu poate exista fără ceilalți. Cei trei piloni au servit ca teren comun pentru numeroase standarde de sustenabilitate și sisteme de certificare în ultimii ani, în special în industria alimentară. Standardele care astăzi se referă în mod explicit la linia de jos triplă includ Rainforest Alliance, Fairtrade și UTZ Certified. Unii experți și practicieni în sustenabilitate au ilustrat patru piloni ai sustenabilității sau un rezultat de patru ori. Un astfel de pilon este generațiile viitoare, care subliniază gândirea pe termen lung asociată durabilității. Există, de asemenea, o opinie care consideră utilizarea resurselor și sustenabilitatea financiară drept doi piloni suplimentari ai durabilității. 
Dezvoltarea durabilă constă în echilibrarea eforturilor locale și globale pentru a satisface nevoile umane de bază, fără a distruge sau a degrada mediul natural. Întrebarea devine atunci cum să reprezentăm relația dintre acele nevoi și mediu. 
Un studiu din 2005 a arătat că justiția de mediu este la fel de importantă ca dezvoltarea durabilă. Economistul ecologic Herman Daly a întrebat: "la ce folosește o ferăstrău fără pădure?" Din această perspectivă, economia este un subsistem al societății umane, care este el însuși un subsistem al biosferei, iar obținerea într-un sector este o pierdere de la altul. Această perspectivă a dus la „figura„ economiei ”cercurilor imbricate în„ societate ”din„ mediu ”. 
Definiția simplă că durabilitatea este ceva care îmbunătățește „ calitatea vieții umane în timp ce trăiește în cadrul capacității de suport a ecosistemelor de susținere”, deși vagă, transmite ideea durabilității având limite cuantificabile. Dar durabilitatea este, de asemenea, o chemare la acțiune, o sarcină în desfășurare sau „călătorie” și, prin urmare, un proces politic, astfel încât unele definiții stabilesc obiective și valori comune. Pământului Carta vorbește despre „o societate durabilă globală bazată pe respectul pentru natura, drepturile universale ale omului, justiție economică și o cultură a păcii“. Aceasta a sugerat o figură mai complexă a durabilității, care a inclus importanța domeniului „politicii”. 
Mai mult decât atât, durabilitatea implică luarea deciziilor și inovarea responsabilă și proactivă care minimizează impactul negativ și menține un echilibru între rezistența ecologică, prosperitatea economică, justiția politică și vibrația culturală pentru a asigura o planetă dorită pentru toate speciile acum și în viitor. Tipurile specifice de durabilitate includ agricultura durabilă, arhitectura durabilă sau economia ecologică. Înțelegerea dezvoltării durabile este importantă, dar fără ținte clare rămâne un termen nefocalizat precum „libertate” sau „justiție”. De asemenea, a fost descris ca un „dialog de valori care provoacă sociologia dezvoltării”

### Cercuri de durabilitate și a patra dimensiune a durabilității
În timp ce Declarația Mileniului a Organizației Națiunilor Unite a identificat principiile și tratatele privind dezvoltarea durabilă, inclusiv dezvoltarea economică, dezvoltarea socială și protecția mediului, a continuat să utilizeze trei domenii: economie, mediu și durabilitate socială. Mai recent, folosind un model de domeniu sistematic care răspunde dezbaterilor din ultimul deceniu, abordarea Cercurilor de durabilitate a distins patru domenii ale sustenabilității economice, ecologice, politice și culturale ; acest lucru în acord cu Națiunile Unite, Unesco, Agenda 21 și, în special, Agenda 21 pentru culturăcare specifică cultura ca al patrulea domeniu al dezvoltării durabile. Modelul este folosit acum de organizații precum Programul Orașelor Națiunilor Unite și Metropolis. În cazul Metropolis, această abordare nu înseamnă adăugarea unui al patrulea domeniu al culturii la figura dominantă triplă a economiei, mediului și socialului. Mai degrabă, implică tratarea tuturor celor patru domenii - economie, ecologie, politică și cultură - ca fiind sociale (inclusiv economice) și distincția între ecologie (ca intersecție a lumii umane și naturale) și a mediului ca fiind ceea ce depășește cu mult ceea ce noi după cum oamenii pot ști vreodată.

### Șapte modalități
Un alt model sugerează încercarea oamenilor de a-și atinge toate nevoile și aspirațiile prin intermediul a șapte modalități: economie, comunitate, grupuri ocupaționale, guvern, mediu, cultură și fiziologie. De la scara umană la cea individuală, fiecare dintre cele șapte modalități poate fi vizualizată pe șapte niveluri ierarhice. Sustenabilitatea umană poate fi realizată prin atingerea sustenabilității la toate nivelurile celor șapte modalități. 

### Modelarea viitorului
Elementele integrate ale sustenabilității sunt activitățile de cercetare și inovare. Un exemplu grăitor este politica europeană de cercetare și inovare în domeniul mediului. Acesta vizează definirea și implementarea unei agende transformatoare pentru ecologizarea economiei și a societății în ansamblu, astfel încât să le facă durabile. Cercetarea și inovarea în Europa sunt susținute financiar de programul Orizont 2020, care este, de asemenea, deschis participării la nivel mondial. Încurajarea bunelor practici agricole asigură fermierilor să beneficieze pe deplin de mediu și, în același timp, să îl păstreze pentru generațiile viitoare. În plus, instigarea soluțiilor inovatoare și durabile de călătorie și transport trebuie să joace un rol vital în acest proces. În timpul Convenției-cadru a Organizației Națiunilor Unite din 2019 privind schimbările climatice, activistul Rodrigo Ayala a adus câteva mecanisme care să permită integrarea durabilității în societate. Nevoia de a ne aduna ca societate pentru a planta mai mulți copaci în curtile noastre este necesară și, prin urmare, este o sarcină pentru generația următoare. 

## Reziliență
Reziliența în ecologie este capacitatea unui ecosistem de a absorbi perturbările și de a-și păstra structura și viabilitatea de bază. Gândirea la reziliență a evoluat din nevoia de a gestiona durabil interacțiunile dintre sistemele construite de om și ecosistemele naturale, chiar dacă pentru factorii de decizie politică o definiție rămâne incomparabilă. Gândirea la reziliență se referă la cât de multe sisteme ecologice planetare pot rezista atacurilor cauzate de tulburările umane și pot furniza în continuare generațiile actuale și viitoare ale serviciilor de la acestea. De asemenea, este preocupat de angajamentul factorilor de decizie politici geopolitici de a promova și gestiona resursele ecologice planetare esențiale pentru a promova rezistența și a atinge durabilitatea acestor resurse esențiale în beneficiul generațiilor viitoare de viață. Reziliența unui ecosistem, și prin aceasta, durabilitatea acestuia, poate fi măsurată în mod rezonabil la junctures sau evenimente în care combinarea în mod natural care apar de regenerare forțe (energie solară, apă, sol, atmosferă, vegetație și biomasă) interacționează cu energia eliberată în ecosistem de perturbări. Cu toate acestea, trebuie să recunoaștem faptul că rezistența este reactivă. Prin urmare, importanța de a trece dincolo de reziliență și antifragilitate, și anume Tropophilia. 
Cea mai practică viziune a durabilității este în termeni de eficiență. De fapt, eficiența este egală cu durabilitatea, deoarece eficiența zero (atunci când este posibil) înseamnă zero deșeuri. O altă viziune nu atât de practică a durabilității este sistemele închise care mențin procesele de productivitate la nesfârșit prin înlocuirea resurselor folosite de acțiunile oamenilor cu resurse de valoare egală sau mai mare de către aceiași oameni fără degradarea sau punerea în pericol a sistemelor biotice naturale. În acest fel, sustenabilitatea poate fi măsurată în mod concret în proiectele umane dacă există o contabilitate transparentă a resurselor puse înapoi în ecosistem pentru a le înlocui pe cei strămutați. În natură, contabilitatea are loc în mod natural printr-un proces de adaptarepe măsură ce un ecosistem revine la viabilitate dintr-o perturbare externă. Adaptarea este un proces cu mai multe etape, care începe cu evenimentul perturbare (cutremur, erupție vulcanică, uragan, tornade, inundații sau furtună), urmată de absorbția, utilizarea sau deformare a energiei sau energiilor care forțele exterioare create. 
Analizând sisteme precum parcurile urbane și naționale, barajele, fermele și grădinile, parcurile tematice, minele în aer liber, bazinele hidrografice, o modalitate de a analiza relația dintre durabilitate și rezistență este de a vedea primele cu o viziune pe termen lung și reziliența ca capacitate a inginerilor umani de a răspunde evenimentelor imediate de mediu.

## Istorie
Denumirea de sustenabilitate este derivată din latina sustinere (tenere, a ține; sub, sub). Sustain poate însemna „întreține”, „susține”, „susține” sau „îndura”. [22] [23] Istoria sustenabilității urmărește sistemele ecologice dominate de oameni de la primele civilizații până în zilele noastre. Această istorie se caracterizează prin succesul regional sporit al unei anumite societăți, urmat de crize care au fost fie rezolvate, producând durabilitate, fie nu, ducând la declin. 
La începutul istoriei umane, utilizarea focului și dorința pentru anumite alimente ar fi putut modifica compoziția naturală a comunităților de plante și animale. În urmă cu 8.000 și 10.000 de ani, au apărut comunități agrare care depindeau în mare măsură de mediul lor și de crearea unei „structuri de permanență”. 
Revoluția industrială occidentală din secolele XVIII-XIX a valorificat vastul potențial de creștere a energiei din combustibilii fosili. Cărbunele a fost folosit pentru a alimenta motoare din ce în ce mai eficiente și mai târziu pentru a genera electricitate. Sistemele moderne de salubrizare și progresele în medicină au protejat populațiile mari de boli. La mijlocul secolului al XX-lea, o mișcare de mediu adunată a subliniat că existau costuri de mediu asociate cu numeroasele beneficii materiale de care se beneficiau acum. La sfârșitul secolului al XX-lea, problemele de mediu au devenit globale. Anii 1973 și 1979crizele energetice au demonstrat măsura în care comunitatea globală a devenit dependentă de resursele de energie neregenerabile. 
În anii 1970, amprenta ecologică a umanității a depășit capacitatea de încărcare a pământului, prin urmare modul de viață al umanității a devenit nesustenabil. 
În secolul al XXI-lea, există o conștientizare globală crescândă asupra amenințării reprezentate de efectul de seră uman, produs în mare parte de defrișarea pădurilor și arderea combustibililor fosili. 
Există cel puțin trei scrisori din partea comunității științifice despre amenințarea în creștere a durabilității și modalitățile de eliminare a amenințării. 
- În 1992, oamenii de știință au scris primul Avertisment al oamenilor de știință mondiali către umanitate, care începe: „Ființele umane și lumea naturală sunt pe un curs de coliziune”. Aproximativ 1.700 dintre oamenii de știință din lume, inclusiv majoritatea laureaților Premiului Nobel pentru științe, au semnat-o. Scrisoarea menționează daune grave aduse atmosferei, oceanelor, ecosistemelor, productivității solului și multe altele. Avertizează omenirea că viața de pe pământ, așa cum o știm, poate deveni imposibilă și, dacă omenirea dorește să prevină daunele, trebuie luate unele măsuri: o mai bună utilizare a resurselor, abandonarea combustibililor fosili, stabilizarea populației umane, eliminarea sărăciei și Mai Mult.
- În 2017, oamenii de știință au scris un al doilea avertisment către umanitate. În acest avertisment, oamenii de știință menționează unele tendințe pozitive, cum ar fi încetinirea defrișărilor, dar, în ciuda acestui fapt, susțin că, cu excepția epuizării ozonului, niciuna dintre problemele menționate în primul avertisment nu a primit un răspuns adecvat. Oamenii de știință au solicitat reducerea consumului de combustibili fosili, carne și alte resurse și stabilizarea populației. A fost semnat de 15.364 de oameni de știință din 184 de țări, făcându-l scrisoarea cu cele mai multe semnături ale oamenilor de știință din istorie.
- În noiembrie 2019, peste 11.000 de oameni de știință din 153 de țări au publicat o scrisoare în care avertizează despre amenințări serioase la adresa sustenabilității din cauza schimbărilor climatice dacă nu se vor produce schimbări mari în politici. Oamenii de știință au declarat „urgență climatică” și au chemat să oprească consumul excesiv, să se îndepărteze de combustibilii fosili, să mănânce mai puțină carne, să stabilizeze populația și multe altele.

## Principii și concepte
Cadrul filosofic și analitic al sustenabilității se bazează pe și se conectează cu multe discipline și domenii diferite; în ultimii ani a apărut o zonă care a ajuns să fie numită știință a durabilității.

### Scara și contextul
Sustenabilitatea este studiată și gestionată pe mai multe scări (niveluri sau cadre de referință) de timp și spațiu și în multe contexte ale organizațiilor de mediu, sociale și economice. Accentul variază de la capacitatea totală de transport (durabilitatea) planetei Pământ până la durabilitatea sectoarelor economice, ecosistemelor, țărilor, municipalităților, cartierului, grădinilor casnice, vieții individuale, bunurilor individuale și serviciilor, inclusiv utilizarea resurselor naturale cu prudență pentru a satisface nevoile actuale fără a afecta capacitatea viitoarei generații de a-și satisface nevoile. [ este necesară o clarificare ], ocupații, stiluri de viață și modele de comportament. Pe scurt, poate atrage busola completă a activității biologice și umane sau a oricărei părți a acesteia. Așa cum a afirmat Daniel Botkin, autor și ecologist, „vedem un peisaj care este mereu în schimbare, schimbându-se pe mai multe scale de timp și spațiu”.
Dimensiunea pură și complexitatea ecosistemului planetar s-au dovedit a fi problematice pentru proiectarea măsurilor practice pentru a atinge sustenabilitatea globală. Pentru a face lumină asupra imaginii de ansamblu, exploratorul și militantul sustenabilității Jason Lewis a trasat paralele cu alte sisteme închise mai tangibile. De exemplu, el compară existența umană pe Pământ - izolată pe măsură ce planeta se află în spațiu, prin care oamenii nu pot fi evacuați pentru a scuti presiunea populației și resursele nu pot fi importate pentru a preveni epuizarea accelerată a resurselor - cu viața pe mare pe o barcă mică izolată de apă. În ambele cazuri, susține el, exercitarea principiului precauției este un factor cheie în supraviețuire

### Consum
Un factor principal al impactului uman asupra sistemelor terestre este distrugerea resurselor biofizice și, în special, a ecosistemelor terestre. Impactul asupra mediului al unei comunități sau al omenirii în ansamblu depinde atât de populație, cât și de impactul pe persoană, care, la rândul său, depinde în moduri complexe de ce resurse sunt utilizate, dacă aceste resurse sunt sau nu regenerabile și de amploarea activității umane relative la capacitatea de suport a ecosistemelor implicate. Gestionarea atentă a resurselor poate fi aplicată la mai multe scări, de la sectoare economice precum agricultura, industria prelucrătoare și industrie, la organizațiile de muncă, tiparele de consum ale gospodăriilor și persoanelor fizice și la cererile de resurse ale bunurilor și serviciilor individuale. 
Una dintre încercările inițiale de exprimare matematică a impactului uman a fost dezvoltată în anii 1970 și se numește formula I PAT. Această formulare încearcă să explice consumul uman în termeni de trei componente: numărul populației, nivelurile de consum (pe care le numește „bogăție”, deși utilizarea este diferită) și impactul pe unitate de utilizare a resurselor (care este denumită „tehnologie”, deoarece acest impact depinde de tehnologia utilizată). Ecuația este exprimată: I = P × A × T
Unde: I = Impact asupra mediului, P = Populație, A = Afluență, T = Tehnologie
Conform celui de- al cincilea raport de evaluare IPCC, consumul uman, cu politica actuală, până în anul 2100 ar trebui să fie de 7 ori mai mare decât în anul 2010

## Circularitate
În ultimii ani, conceptele bazate pe resurse de (re) ciclism câștigă din ce în ce mai multă importanță. Cea mai importantă dintre aceste concepte ar putea fi economia circulară, cu sprijinul său cuprinzător de către chinezi și Uniunea Europeană. Există, de asemenea, o gamă largă de concepte sau școli de gândire similare, inclusiv legile de la leagăn la ecologie, economie în buclă și performanță, proiectare regenerativă, ecologie industrială, biomimicie și economia albastră. Aceste concepte par a fi mai intuitiv mai durabile decât sistemul economic liniar actual. Reducerea intrărilor de resurse și a scurgerilor de deșeuri și a emisiilor din sistem reduce epuizarea resurselor și poluarea mediului. Cu toate acestea, aceste ipoteze simple nu sunt suficiente pentru a face față complexității sistemice implicate și nu ia în considerare potențialele compromisuri. De exemplu, dimensiunea socială a sustenabilității pare a fi abordată doar marginal în multe publicații despre Economia circulară și unele cazuri necesită strategii diferite sau suplimentare, cum ar fi achiziționarea de echipamente noi, mai eficiente din punct de vedere energetic. O revizuire a unei echipe de cercetători din Cambridge și TU Delft a identificat opt tipuri diferite de relații între durabilitate și economia circulară și anume: 
- o relație condiționată
- o relație condițională puternică
- o relație condițională necesară, dar nu suficientă
- o relație benefică
- o relație de subset (structurată și nestructurată)
- o relație de grad
- o relație cost-beneficiu / compromis
- o relație selectivă

## Măsurare
Măsurarea durabilității este baza cantitativă pentru gestionarea informată a durabilității. Metricele utilizate pentru măsurarea durabilității (care implică sustenabilitatea domeniilor de mediu, sociale și economice, atât individual, cât și în diverse combinații) evoluează: includ indicatori, repere, audituri, standarde de durabilitate și sisteme de certificare precum Fairtrade și Organic, indici și contabilitate, precum și evaluare, evaluare și alte sisteme de raportare. Acestea sunt aplicate pe o gamă largă de scale spațiale și temporale. 
Unele dintre cele mai cunoscute și utilizate pe scară largă măsuri de sustenabilitate includ rapoarte de sustenabilitate corporativă, contabilitate Triple Bottom Line, Societatea Mondială de Sustenabilitate, Cercuri de Sustenabilitate și estimări ale calității guvernării sustenabilității pentru fiecare țară, folosind Indicele de Sustenabilitate de mediu și Indicele de performanță de mediu. 
Două dintre cele mai cunoscute modalități de măsurare a durabilității mediului sunt limitele planetare și amprenta ecologică. Dacă granițele nu sunt depășite și amprenta ecologică nu depășește capacitatea de încărcare a biosferei, modul de viață al umanității este durabil. 

## Populația
Conform celei mai recente revizuiri (iulie 2015) a perspectivelor oficiale ale populației mondiale ale Națiunilor Unite, se estimează că populația mondială va ajunge la 8,5 miliarde până în 2030, față de actualele 7,3 miliarde (iulie 2015), pentru a depăși 9 miliarde de oameni până în 2050, și să ajungă la 11,2 miliarde până în anul 2100. Cea mai mare parte a creșterii va fi în țările în curs de dezvoltare a căror populație este prognozată să crească de la 5,6 miliarde în 2009 la 7,9 miliarde în 2050. Această creștere va fi distribuită în rândul populației cu vârsta cuprinsă între 15 și 15 ani. 59 (1,2 miliarde) și 60 sau peste (1,1 miliarde), deoarece se preconizează că numărul copiilor sub 15 ani din țările în curs de dezvoltare va scădea. În schimb, populația din regiunile mai dezvoltateeste de așteptat să sufere doar o ușoară creștere de la 1,23 miliarde la 1,28 miliarde, iar aceasta ar fi scăzut la 1,15 miliarde, cu excepția unei migrații nete proiectate din țările în curs de dezvoltare către țările dezvoltate, care se așteaptă să aibă în medie 2,4 milioane de persoane anual din 2009 până în 2050. Estimările pe termen lung în 2004 ale populației globale sugerează un vârf în jurul anului 2070 de nouă până la zece miliarde de oameni și apoi o scădere lentă la 8,4 miliarde până în 2100. 
Economiile emergente precum cele din China și India aspiră la nivelul de trai al lumii occidentale, la fel ca și lumea neindustrializată în general. Combinația dintre creșterea populației în lumea în curs de dezvoltare și nivelurile de consum nesustenabile din lumea dezvoltată reprezintă o provocare dură pentru durabilitate.

## Capacitate de transport
La scară globală, datele științifice indică acum că oamenii trăiesc dincolo de capacitatea de încărcare a planetei Pământ și că acest lucru nu poate continua la nesfârșit. Aceste dovezi științifice provin din mai multe surse, dar sunt prezentate în detaliu în evaluarea ecosistemului mileniului și în cadrul frontierelor planetare. O examinare detaliată timpurie a limitelor globale a fost publicată în cartea Limites to Growth din 1972, care a determinat comentarii și analize ulterioare. O revizuire din 2012 realizată în Nature de 22 de cercetători internaționali și-a exprimat îngrijorarea cu privire la faptul că Pământul s-ar putea „apropia de o schimbare de stat” în biosfera sa. 
Amprenta ecologică măsuri consumului uman în ceea ce privește suprafața de teren și mare biologic productiv necesare pentru a asigura toate cererile concurente cu privire la natura, inclusiv furnizarea de alimente, fibre, cazarea infrastructurii urbane și absorbția deșeurilor, inclusiv de carbon de la arderea combustibil fosil. În 2019, a necesitat în medie 2,8 hectare globale pe persoană la nivel mondial, cu 75% mai mult decât capacitatea biologică de 1,6 hectare globale disponibile pe această planetă per persoană (acest spațiu include spațiul necesar speciilor sălbatice). Deficitul ecologic rezultat trebuie să fie atins dintr- un plus nesustenabilsursele și acestea sunt obținute în trei moduri: încorporate în bunurile și serviciile comerțului mondial; preluate din trecut (de exemplu, combustibili fosili); sau împrumutate din viitor ca utilizare nesustenabilă a resurselor (de exemplu, prin exploatarea excesivă a pădurilor și pescuitului). 
Cifra (dreapta) examinează durabilitatea la scara fiecărei țări, contrastând amprenta lor ecologică cu indicele ONU de dezvoltare umană (o măsură a nivelului de trai). Graficul arată ce este necesar ca țările să mențină un nivel de trai acceptabil pentru cetățenii lor, în timp ce, în același timp, să mențină utilizarea durabilă a resurselor. Tendința generală este ca nivelurile de viață mai ridicate să devină mai puțin durabile. Ca întotdeauna, creșterea populației are o influență marcată asupra nivelurilor de consum și a eficienței utilizării resurselor. Obiectivul durabilității este creșterea nivelului de trai global, fără a crește utilizarea resurselor dincolo de nivelurile durabile la nivel global; adică să nu depășească consumul „unei singure planete”. Informațiile generate de rapoartele la scară națională, regională și orașă confirmă tendința globală către societăți care devin mai puțin durabile în timp. 
Economistul român-american Nicholas Georgescu-Roegen, un progenitor în economie și un paradigm fondator al economiei ecologice, a susținut că capacitatea de încărcare a Pământului - adică capacitatea Pământului de a susține populațiile umane și nivelurile de consum - va scădea cândva în viitor deoarece stocul finit de resurse minerale al Pământului este în prezent extras și folosit. Herman Daly, economist ecologist de frunte și teoretician al statului constant, a propus același argument. 
La scară de întreprindere, capacitatea de încărcare joacă acum, de asemenea, un rol critic în a face posibilă măsurarea și raportarea performanței de durabilitate a organizațiilor individuale. Acest lucru este demonstrat cel mai clar prin utilizarea instrumentelor, metodelor și valorilor de sustenabilitate bazate pe context (CBS), inclusiv MultiCapital Scorecard, care sunt în curs de dezvoltare din 2005. Contrar multor alte abordări principale pentru măsurarea performanței durabilității organizațiilor - care tind să aibă o formă mai incrementală - CBS este legată în mod explicit de limitele și pragurile sociale, de mediu și economice din lume. Astfel, mai degrabă decât să măsoare și să raporteze modificările în termeni relativi de la o perioadă la alta, CBS face posibilă compararea impactului organizațiilor cu normele, standardele sau pragurile specifice organizației pentru ceea ce acestea (impacturile) ar trebui să fie în ordine. să fie sustenabil empiric (adică, care, dacă ar fi generalizat la o populație mai mare, nu ar eșua să mențină suficiența resurselor vitale pentru bunăstarea umană sau neumana).

## Impactul uman global asupra biodiversității
La un nivel fundamental, fluxul de energie și ciclul biogeochimic stabilesc o limită superioară pentru numărul și masa organismelor din orice ecosistem. Impactul uman asupra Pământului este demonstrat în mod general prin schimbări dăunătoare în ciclurile biogeochimice globale ale substanțelor chimice care sunt esențiale pentru viață, în special cele ale apei, oxigenului, carbonului, azotului și fosforului. 
Millenium Ecosystem Assessment este o sinteză internațională de peste 1000 de conducere oameni de stiinta biologice din lume care analizează starea Pământului ecosistemelor și oferă rezumate și orientări pentru factorii de decizie. Se concluzionează că activitatea umană are un impact semnificativ și crescător asupra biodiversității ecosistemelor mondiale, reducând atât rezistența lor, cât și biocapacitatea. Raportul se referă la sistemele naturale ca „sistemul de susținere a vieții” umanității, oferind servicii esențiale ale ecosistemului". Evaluarea măsoară 24 de servicii ecosistemice și concluzionează că doar patru au demonstrat îmbunătățiri în ultimii 50 de ani, 15 sunt în declin grav și cinci sunt într-o stare precară. 
În 2019, un rezumat pentru factorii de decizie politică a celui mai mare și mai cuprinzător studiu până în prezent privind biodiversitatea și serviciile ecosistemice a fost publicat de Platforma interguvernamentală științifică-politică privind biodiversitatea și serviciile ecosistemelor. Raportul a fost finalizat la Paris. Principalele concluzii: 
1. În ultimii 50 de ani, starea naturii sa deteriorat într-un ritm fără precedent și accelerat. 
2. Principalii factori ai acestei deteriorări au fost schimbările în utilizarea terenurilor și a mării, exploatarea ființelor vii, schimbările climatice, poluarea și speciile invazive. La rândul lor, acești cinci factori sunt cauzați de comportamente societale, de la consum la guvernare. 
3. Daunele aduse ecosistemelor subminează 35 din 44 de obiective ONU selectate, inclusiv Obiectivele de dezvoltare durabilă ale Adunării Generale a ONU pentru sărăcie, foamete, sănătate, apă, clima orașelor, oceanele și pământul. Poate provoca probleme cu alimentația, apa și alimentarea cu aer a umanității. 
4. Pentru a rezolva problema, umanitatea va avea nevoie de o schimbare transformatoare, inclusiv o agricultură durabilă, reduceri ale consumului și deșeurilor, cote de pescuit și gestionarea colaborativă a apei. 
În 2019, au fost publicate cercetări care arată că insectele sunt distruse de activitățile umane, cum ar fi distrugerea habitatului, otrăvirea pesticidelor, speciile invazive și schimbările climatice într-un ritm care va provoca prăbușirea sistemelor ecologice în următorii 50 de ani dacă nu poate fi oprită. 

## Obiective de dezvoltare durabilă
Obiectivele de dezvoltare durabilă (ODD) reprezintă actualul set armonizat al Adunării Generale a Națiunilor Unite, format din șaptesprezece obiective de dezvoltare internaționale viitoare. Agenda oficială pentru dezvoltare durabilă adoptată la 25 septembrie 2015 cuprinde 92 de paragrafe, paragraful principal (51) prezentând cele 17 obiective de dezvoltare durabilă (ODD) și 169 de obiective asociate acestora. Cele șaptesprezece obiective includ: 
(1) Fără sărăcie, 
(2) Foame zero,
(3) Bună sănătate și bunăstare, 
(4) Educație de calitate,
(5) Egalitate de gen, 
(6) Apă curată și canalizare, 
(7) Energie accesibilă și curată, 
(8) Muncă decentă și creștere economică, 
(9) industrie, inovare și infrastructură, 
(10) reducerea inegalității, 
(11) orașe și comunități durabile, 
(12) consum și producție responsabilă, 
(13) acțiune climatică, 
(14) Viață subacvatică, 
(15) Viața pe uscat, 
(16)Pace, justiție și instituții puternice, 
(17) Parteneriate pentru obiective. 
În august 2015, existau 169 de obiective propuse pentru aceste obiective și 304 de indicatori propuși pentru a arăta conformitatea. 
Obiectivele de dezvoltare durabilă au înlocuit cele opt Obiective de Dezvoltare ale Mileniului (ODM), care au expirat la sfârșitul anului 2015. ODM-urile au fost înființate în 2000 în urma Summit-ului Mileniului al Organizației Națiunilor Unite. 

### Dezvoltare durabilă
Potrivit datelor pe care țările membre le-au reprezentat la Organizația Națiunilor Unite, Cuba a fost singura țară din lume în 2006 care a îndeplinit definiția dezvoltării durabile a Fondului mondial pentru natură, cu o amprentă ecologică mai mică de 1,8 hectare pe cap de locuitor, 1,5 și un indice de dezvoltare umană de peste 0,8, 0,855.

### Educație pentru dezvoltare durabilă
Educația pentru dezvoltare durabilă (ESD) este în mod obișnuit înțeleasă ca educație care încurajează schimbarea cunoștințelor, abilităților, valorilor și atitudinilor pentru a permite o societate mai durabilă și mai justă pentru toți. ESD își propune să împuternicească și să echipeze generațiile actuale și viitoare pentru a-și satisface nevoile, utilizând o abordare echilibrată și integrată a dimensiunilor economice, sociale și de mediu ale dezvoltării durabile. 
Conceptul de EDS s-a născut din nevoia de educație pentru a aborda provocările de mediu în creștere cu care se confruntă planeta. Educația ar trebui să c Durabilitatea în învățământul superior nu se limitează doar la încorporarea rezultatelor învățării intenționate despre dezvoltarea durabilă în programa instituțiilor de învățământ superior. Cu toate acestea, un campus durabil ar trebui să integreze aspectele educaționale și manageriale ale dezvoltării durabile, împreună cu cele trei dimensiuni ale sale (mediu, economic, responsabilitate socială) în diferitele sale practici. 

## Dimensiunea mediului
Ecosistemele sănătoase oferă bunuri și servicii vitale oamenilor și altor organisme. Există două modalități majore de reducere a impactului negativ asupra omului și de îmbunătățire a serviciilor ecosistemice, iar prima dintre acestea este gestionarea mediului. Această abordare directă se bazează în mare parte pe informațiile obținute din știința pământului, știința mediului și biologia conservării. Cu toate acestea, aceasta este gestionarea la sfârșitul unei lungi serii de factori cauzali indirecți care sunt inițiați de consumul uman, deci o a doua abordare este prin gestionarea cererii de utilizare a resurselor umane. 
Gestionarea consumului uman de resurse este o abordare indirectă bazată în mare parte pe informațiile obținute din economie. Herman Daly a sugerat trei criterii generale pentru sustenabilitatea ecologică: resursele regenerabile ar trebui să ofere un randament durabil (rata de recoltare nu trebuie să depășească rata de regenerare); pentru resursele neregenerabile ar trebui să existe o dezvoltare echivalentă a substitutelor regenerabile; generarea deșeurilor nu trebuie să depășească capacitatea asimilativă a mediului.

### Managementul mediului
La scară globală și în sensul cel mai larg, managementul mediului implică oceanele, sistemele de apă dulce, solul și atmosfera, dar urmând principiul durabilității la scară, acesta poate fi aplicat în mod egal oricărui ecosistem, de la o pădure tropicală tropicală la o grădină de acasă. În 2019, cu 2 săptămâni înainte de alegerile pentru Parlamentul European, Fondul Mondial pentru Natură a declarat că Uniunea Europeană este nesustenabilă în modul său actual de viață și economie și i-a cerut să o remedieze prin „Shift to consum durabil și sisteme alimentare, să facem Europa neutră din punct de vedere climatic până în 2040, să ne refacem natura, să protejăm Oceanul, să investim într-un viitor durabil. "

### Atmosfera
La o reuniune din martie 2009 a Consiliului Climatului de la Copenhaga, 2.500 de experți în climă din 80 de țări au emis o declarație principală potrivit căreia nu există „nici o scuză” pentru eșecul acțiunii asupra încălzirii globale și că, fără o reducere puternică a emisiilor de carbon „bruscă sau ireversibilă”, schimbările climatice poate apărea că „va fi foarte dificil pentru societățile contemporane să facă față”. Gestionarea atmosferei globale implică acum evaluarea tuturor aspectelor ciclului carbonului pentru a identifica oportunitățile de abordare a schimbărilor climatice provocate de om și acest lucru a devenit un focus major al cercetării științifice din cauza potențialelor efecte catastrofale asupra biodiversității și comunități umane (vezi Energia de mai jos). 
Alte efecte umane asupra atmosferei includ poluarea aerului din orașe, poluanții, inclusiv substanțele chimice toxice, cum ar fi oxizii de azot, oxizii de sulf, compușii organici volatili și particulele din aer care produc smog fotochimic și ploi acide și clorofluorocarbonii care degradează stratul de ozon. Particulele antropogene, cum ar fi aerosolii sulfatici din atmosferă, reduc iradianța directă și reflectanța (albedo) a suprafeței Pământului. Cunoscută ca diminuare globală, se estimează că scăderea a fost de aproximativ 4% între 1960 și 1990, deși tendința s-a inversat ulterior. Diminuarea globală ar fi putut perturba ciclul global al apei prin reducerea evaporării și a precipitațiilor în unele zone. De asemenea, creează un efect de răcire și acest lucru ar fi putut masca parțial efectul gazelor cu efect de seră asupra încălzirii globale. 
Împădurirea este una dintre modalitățile de a opri deșertificarea alimentată de schimbările climatice antropice și de utilizarea nedurabilă a terenurilor. Unul dintre cele mai importante proiecte este Marele Zid Verde care ar trebui să oprească expansiunea Saharapustiu spre sud. Până în 2018, doar 15% din acesta este realizat, dar există deja multe efecte pozitive, care includ: „Peste 12 milioane de acri (5 milioane de hectare) de teren degradat a fost restaurat în Nigeria; aproximativ 30 de milioane de acri de arbori rezistenți la secetă au fost plantate în Senegal, iar în Etiopia au fost restaurate 37 de milioane de acri de teren - doar pentru a numi câteva dintre statele implicate. " „multe fântâni de apă subterană umplute cu apă potabilă, orașe rurale cu aprovizionare suplimentară cu alimente și noi surse de muncă și venituri pentru săteni, datorită nevoii de întreținere a copacilor”.

### Apă dulce și oceane
Apa acoperă 71% din suprafața Pământului. Dintre acestea, 97,5% este apa sărată a oceanelor și doar 2,5% apă dulce, cea mai mare parte fiind blocată în stratul de gheață din Antarctica. Apa dulce rămasă se găsește în ghețari, lacuri, râuri, zone umede, sol, acvifere și atmosferă. Datorită ciclului apei, alimentarea cu apă dulce este continuu alimentată de precipitații, cu toate acestea, există încă o cantitate limitată care necesită gestionarea acestei resurse. Conștientizarea importanței globale a conservării apei pentru serviciile ecosistemice a apărut abia recent, întrucât, în secolul al XX-lea, mai mult de jumătate din zonele umede ale lumii s- au pierdut împreună cu serviciile lor de mediu valoroase. Creșterea urbanizăriipoluează aprovizionarea cu apă curată și o mare parte a lumii încă nu au acces la apă curată și sigură. pune acum un accent mai mare pe gestionarea îmbunătățită a apei albastre (recoltabile) și verzi (apa din sol disponibilă pentru uz vegetal) și acest lucru se aplică la toate nivelurile de gestionare a apei. 
Modelele de circulație oceanică au o influență puternică asupra climei și a vremii și, la rândul lor, asupra aprovizionării cu alimente a oamenilor și a altor organisme. Oamenii de știință au avertizat cu privire la posibilitatea, sub influența schimbărilor climatice, a unei modificări bruște a modelelor de circulație a curenților oceanici care ar putea modifica drastic clima în unele regiuni ale globului. Zece la sută din populația lumii - aproximativ 600 de milioane de oameni - trăiește în zone joase vulnerabile la creșterea nivelului mării. 

### Utilizarea terenurilor
Pierderea biodiversității provine în mare parte din pierderea habitatului și fragmentarea produsă de însușirea umană a terenurilor pentru dezvoltare, silvicultură și agricultură, deoarece capitalul natural este transformat progresiv în capital creat de om. Schimbarea utilizării terenului este fundamentală pentru operațiunile biosferei, deoarece modificările proporțiilor relative ale terenurilor dedicate urbanizării, agriculturii, pădurii, pădurilor, pășunilor și pășunilor au un efect marcat asupra ciclurilor biogeochimice globale de apă, carbon și azot și acest lucru poate avea un impact negativ atât asupra sistemelor naturale, cât și a celor umane. La scara umană locală, beneficiile majore ale durabilității se acumulează din parcurile și grădinile durabile și din orașele verzi. 
De la Revoluția neolitică, aproximativ 47% din pădurile lumii s-au pierdut din cauza utilizării umane. Pădurile actuale ocupă aproximativ un sfert din pământul fără gheață din lume, aproximativ jumătate dintre acestea apar în tropice. În regiunile temperate și boreale, suprafața pădurilor crește treptat (cu excepția Siberiei), dar defrișările în tropice sunt de mare interes. Conform unui studiu publicat în Nature Scientific Reportsdacă defrișările continuă în ritmul actual în următorii 20 - 40 de ani, poate declanșa o dispariție totală sau aproape completă a umanității. Pentru a o evita, umanitatea ar trebui să treacă de la o civilizație dominată de economie la „societatea culturală” care „privilegiază interesul ecosistemului deasupra interesului individual al componentelor sale, dar în cele din urmă în conformitate cu interesul comunitar general” 
Mâncarea este esențială vieții. Hrănirea a peste șapte miliarde de corpuri umane afectează resursele Pământului. Aceasta începe cu însușirea a aproximativ 38% din suprafața terestră a Pământului și a aproximativ 20% din productivitatea sa primară netă. La aceasta se adaugă activitățile agroindustriale industriale înfometate de resurse - totul, de la necesitatea recoltei pentru apă de irigare, îngrășăminte sintetice și pesticide la costurile resurselor de ambalare a alimentelor, transport (acum o parte majoră a comerțului global) și comerțul cu amănuntul. Problemele de mediu asociate cu agricultura industrială și agroindustria sunt acum abordate prin mișcări precum agricultura durabilă,agricultură ecologică și practici de afaceri mai durabile.

### Managementul consumului uman
Motorul care stă la baza impactului uman direct asupra mediului este consumul uman. Acest impact este redus nu numai prin consumul mai mic, ci și prin îmbunătățirea durabilității întregului ciclu de producție, utilizare și eliminare. Consumul de bunuri și servicii poate fi analizat și gestionat la toate nivelurile prin lanțul de consum, începând cu efectele alegerilor individuale ale stilului de viață și ale modelelor de cheltuieli, până la cererile de resurse ale bunurilor și serviciilor specifice, impactul sectoarelor economice, prin intermediul economii la economia globală. Analiza modelelor de consum corelează utilizarea resurselor cu impactul asupra mediului, social și economic la scara sau contextul investigat. Ideile de utilizare a resurselor încorporate (resursele totale necesare pentru a produce un produs sau serviciu), intensitatea resurselor și productivitatea resurselor sunt instrumente importante pentru înțelegerea impactului consumului. Categoriile cheie de resurse legate de nevoile umane sunt hrana, energia, materialele și apa. 
În 2010, panoul internațional de resurse, găzduit de Programul Națiunilor Unite pentru Mediu (UNEP), a publicat prima evaluare științifică globală asupra impactului consumului și producției și a identificat acțiuni prioritare pentru țările dezvoltate și în curs de dezvoltare. Studiul a constatat că cele mai critice impacturi sunt legate de sănătatea ecosistemelor, sănătatea umană și epuizarea resurselor. Din perspectiva producției, a constatat că procesele de ardere a combustibililor fosili, agricultura și pescuitul au cele mai importante efecte. Între timp, dintr-un consum finaldin perspectivă, a constatat că consumul gospodăriilor legate de mobilitate, adăpost, hrană și produse care consumă energie determină majoritatea impactului consumului pe ciclul vieții.

### Energie
Energia Soarelui, stocată de plante (producătorii primari) în timpul fotosintezei, trece prin lanțul alimentar către alte organisme pentru a alimenta în cele din urmă toate procesele vii. De la revoluția industrială, energia concentrată a Soarelui stocată în plantele fosilizate ca combustibili fosili a fost un motor major al tehnologiei care, la rândul său, a fost sursa puterii economice și politice. În 2007, oamenii de știință climatici ai IPCC au concluzionat că există cel puțin o probabilitate de 90% ca creșterea atmosferică a CO 2a fost indusă de om, în principal ca urmare a emisiilor de combustibili fosili, dar, într-o măsură mai mică, din cauza schimbărilor de utilizare a terenului. Stabilizarea climatului mondial va necesita ca țările cu venituri mari să își reducă emisiile cu 60-90% față de nivelurile din 2006 până în 2050, care ar trebui să mențină nivelurile de CO 2 la 450-650 ppm față de nivelurile actuale de aproximativ 380 ppm. Peste acest nivel, temperaturile ar putea crește cu mai mult de 2 ° C pentru a produce schimbări climatice „catastrofale”. Reducerea nivelurilor actuale de CO 2 trebuie realizată pe fondul creșterii populației globale și țărilor în curs de dezvoltare care aspiră la stiluri de viață occidentale cu consum ridicat de energie. 
Reducerea emisiilor de seră este abordată la toate nivelurile, de la urmărirea trecerii carbonului prin ciclul carbonului la comercializarea energiei regenerabile, dezvoltarea tehnologiei și sistemelor de transport mai puțin înfometate de carbon și încercările indivizilor de a conduce neutru în carbon stiluri de viață prin monitorizarea utilizării combustibililor fosili înglobate în toate bunurile și serviciile pe care le utilizează. Inginerie de tehnologii emergente, cum ar fi combustibil carbon neutru și sisteme de stocare a energiei, cum ar fi puterea de gaz, comprimat de stocare a energiei aerului, și hidroelectricitatea cu stocare pompată sunt necesare pentru stocarea energiei din surse de energie regenerabile tranzitorii, inclusiv din surse regenerabile emergente, cum ar fi turbine eoliene aeriene. 
Energia regenerabilă are, de asemenea, unele impacturi asupra mediului. Acestea sunt prezentate de susținătorii unor teorii precum Degrowth, Steady state economy și Circular economy ca una dintre dovezile că pentru realizarea sustenabilității metodele tehnologice nu sunt suficiente și este necesară limitarea consumului.

### Apă
Securitatea apei și securitatea alimentară sunt indisolubil legate. În deceniul 1951–60, extragerea apei umane a fost de patru ori mai mare decât deceniul precedent. Această creștere rapidă a rezultat din evoluțiile științifice și tehnologice care au afectat economia - în special creșterea terenurilor irigate, creșterea în sectoarele industriale și energetice și construcția intensivă de baraje pe toate continentele. Acest lucru a modificat ciclul apei râurilor și lacurilor, le-a afectat calitatea apei și a avut un impact semnificativ asupra ciclului global al apei. În prezent, spre 35% din consumul de apă umană este nedurabil, bazându-se pe diminuarea acviferelor și reducerea debitelor marilor râuri: acest procent este probabil să crească dacă impactul schimbărilor climatice devine mai sever, populațiile cresc, acviferele se epuizează progresiv și aprovizionarea devine poluată și insalubră. Din 1961 până în 2001 cererea de apă s-a dublat - utilizarea agricolă a crescut cu 75%, utilizarea industrială cu mai mult de 200%, iar utilizarea casnică cu peste 400%. În anii 1990, s-a estimat că oamenii foloseau 40-50% din apa dulce disponibilă la nivel global în proporție aproximativă de 70% pentru agricultură, 22% pentru industrie și 8% pentru scopuri casnice, cu utilizarea totală în creștere progresivă. 
Eficiența apei este îmbunătățită la scară globală prin gestionarea crescută a cererii, infrastructura îmbunătățită, productivitatea îmbunătățită a apei în agricultură, minimizarea intensității apei (apa încorporată) a bunurilor și serviciilor, abordarea deficiențelor din lumea neindustrializată, concentrarea producției de alimente în zone de productivitate ridicată și planificare pentru schimbările climatice, cum ar fi prin proiectarea flexibilă a sistemului. O direcție promițătoare către dezvoltarea durabilă este de a proiecta sisteme flexibile și reversibile. La nivel local, oamenii devin din ce în ce mai autosuficienți prin recoltarea apei de ploaie și reducerea utilizării apei din rețea.

### Alimente
Asociația Americană de Sănătate Publică (APHA) definește un „sistem alimentar durabil” ca „unul care furnizează alimente sănătoase pentru a satisface nevoile actuale de hrană, menținând în același timp ecosisteme sănătoase care pot oferi, de asemenea, hrană generațiilor viitoare cu impact negativ minim Un mediu alimentar durabil încurajează, de asemenea, infrastructurile locale de producție și distribuție și face ca alimentele hrănitoare să fie disponibile, accesibile și accesibile tuturor. În plus, este uman și corect, protejând fermierii și ceilalți lucrători, consumatori și comunități. " 
Agricultura industrială produce efecte asupra mediului, probleme de sănătate asociate cu obezitatea în lumea bogată și foamea în lumea săracă. Acest lucru a generat o mișcare puternică către o alimentație sănătoasă și durabilă, ca o componentă majoră a consumului etic general. 
Efectele de mediu ale diferitelor tipare dietetice depind de mulți factori, inclusiv proporția de alimente de origine animală și vegetală consumate și metoda de producție a alimentelor. Organizația Mondială a Sănătății a publicat un raport privind strategia globală privind dieta, activitatea fizică și sănătatea, care a fost aprobat de Adunarea Mondială a Sănătății din mai 2004. Recomandă dieta mediteraneană care este asociată cu sănătatea și longevitatea și este săracă în carne, bogată în fructe și legume, săracă în adaos de zahăr și sare limitată și săracă în grăsimi saturateacizi; sursa tradițională de grăsime din Mediterana este uleiul de măsline, bogat în grăsimi monoinsaturate. Dieta japoneză sănătoasă pe bază de orez este, de asemenea, bogată în carbohidrați și săracă în grăsimi. Ambele diete sunt sărace în carne și grăsimi saturate și bogate în leguminoase și alte legume; acestea sunt asociate cu o incidență scăzută a afecțiunilor și un impact scăzut asupra mediului. 
La nivel global, impactul asupra mediului al agroindustriilor este abordat prin agricultura durabilă și agricultura organică. La nivel local, există diverse mișcări către producția locală de alimente, o utilizare mai productivă a pustiilor urbane și a grădinilor domestice, inclusiv permacultură, horticultură urbană, hrană locală, slow food, grădinărit durabil și grădinărit organic. 
Fructele de mare durabile sunt fructe de mare provenite fie din surse de pescuit, fie din ferme, care pot menține sau crește producția în viitor, fără a pune în pericol ecosistemele din care au fost achiziționate. Mișcarea durabilă a fructelor de mare a luat avânt pe măsură ce mai mulți oameni devin conștienți atât de pescuitul excesiv, cât și de metodele de pescuit distructive pentru mediu. 

### Materiale, substanțe toxice, deșeuri
Pe măsură ce populația globală și bogăția au crescut, creșterea volumului, diversității și distanței transportate a diverselor materiale a crescut. Sunt incluse aici materii prime, minerale, substanțe chimice sintetice (inclusiv substanțe periculoase), produse fabricate, alimente, organisme vii și deșeuri. Până în 2050, omenirea ar putea consuma aproximativ 140 de miliarde de tone de minerale, minereuri, combustibili fosili și biomasă pe an (de trei ori cantitatea sa actuală), cu excepția cazului în care rata de creștere economică este decuplată de rata consumului de resurse naturale.. Cetățenii țărilor dezvoltate consumă în medie 16 tone din aceste patru resurse cheie pe cap de locuitor, variind până la 40 sau mai multe tone de persoană în unele țări dezvoltate, cu niveluri de consum de resurse mult peste ceea ce este probabil sustenabil. 
Utilizarea durabilă a materialelor a vizat ideea dematerializării, transformând calea liniară a materialelor (extracția, utilizarea, eliminarea în depozitele de deșeuri) într-un flux de material circular care reutilizează materialele cât mai mult posibil, la fel ca ciclarea și reutilizarea deșeurilor în natură. Această abordare este susținută de administrarea produselor și de utilizarea tot mai mare a analizei fluxului de materiale la toate nivelurile, în special țările individuale și economia globală. Utilizarea biomaterialelor durabile care provin din surse regenerabile și care pot fi reciclate este preferată utilizării pe neregenerabile din punct de vedere al ciclului de viață. 
Producția chimică sintetică a crescut în urma stimulului pe care l-a primit în timpul celui de-al doilea război mondial. Producția chimică include de la erbicide, pesticide și îngrășăminte la substanțe chimice domestice și substanțe periculoase. În afară de acumularea de emisii de gaze cu efect de seră în atmosferă, substanțele chimice deosebit de preocupante includ: metale grele, deșeuri nucleare, clorofluorocarburi, poluanți organici persistenți și toate substanțele chimice nocive capabile de bioacumulare. Deși majoritatea substanțelor chimice sintetice sunt inofensive, trebuie să existe testări riguroase ale noilor substanțe chimice, în toate țările, pentru a determina efectele negative asupra mediului și sănătății. A fost instituită legislația internațională pentru a se ocupa de distribuția și gestionarea globală a mărfurilor periculoase. Efectele unor agenți chimici au necesitat măsurători pe termen lung și o mulțime de bătălii legale pentru a-și realiza pericolul pentru sănătatea umană. Clasificarea agenților cancerigeni toxici este gestionată de Agenția Internațională de Cercetare a Cancerului. 
Fiecare activitate economică produce materiale care pot fi clasificate drept deșeuri. Pentru a reduce deșeurile, industria, afacerile și guvernul imită acum natura transformând deșeurile produse de metabolismul industrial într-o resursă. Dematerializarea este încurajată prin ideile de ecologie industrială, proiectare ecologică și etichetare ecologică. În plus față de „reducerea, refolosirea și reciclarea” bine stabilite, cumpărătorii își folosesc puterea de cumpărare pentru consumul etic. 
Se așteaptă ca Uniunea Europeană să prezinte până la sfârșitul anului 2015 un ambițios pachet de economie circulară care ar trebui să includă propuneri legislative concrete privind gestionarea deșeurilor, proiectarea ecologică și limitele depozitelor de deșeuri. 
În 2019 a fost publicat un nou raport „Plastic and Climate”. Conform raportului, plasticul va contribui la gaze cu efect de seră în echivalentul a 850 de milioane de tone de dioxid de carbon ( CO2) către atmosferă în 2019. În tendința actuală, emisiile anuale vor crește până la 1,34 miliarde de tone până în 2030. Până în 2050, plasticul ar putea emite 56 de miliarde de tone de emisii de gaze cu efect de seră, până la 14% din bugetul de carbon rămas al Pământului. 

## Dimensiunea economică
Pe de o parte, sustenabilitatea „se referă la specificarea unui set de acțiuni care trebuie întreprinse de persoanele prezente, care nu vor diminua perspectivele viitoarelor persoane de a se bucura de niveluri de consum, avere, utilitate sau bunăstare comparabile cu cele de care se bucură persoanele actuale”. Durabilitatea se interacționează cu economia prin consecințele sociale și ecologice ale activității economice. Economia durabilității reprezintă: „... o interpretare largă a economiei ecologice în care variabilele și problemele ecologice și ecologice sunt de bază, dar fac parte dintr-o perspectivă multidimensională. Aspectele sociale, culturale, legate de sănătate și monetare / financiare trebuie integrate în analiza." Conform Forumului Economic Mondial, jumătate din PIB-ul global este puternic sau moderat dependent de natură. Pentru fiecare dolar cheltuit pentru restaurarea naturii există un profit de cel puțin 9 dolari. Exemplul acestei legături este pandemia COVID-19, care este legată de distrugerea naturii și a cauzat daune economice grave. 
Cu toate acestea, conceptul de durabilitate este mult mai larg decât conceptele de randament susținut al bunăstării, resurselor sau marjelor de profit. În prezent, consumul mediu pe cap de locuitor al oamenilor din lumea în curs de dezvoltare este durabil, dar numărul populației este în creștere, iar indivizii aspiră la stiluri de viață occidentale cu consum ridicat. Populația lumii dezvoltate crește doar ușor, dar nivelurile de consum sunt nesustenabile. Provocarea durabilității este reducerea și gestionarea consumului occidental, în timp ce crește nivelul de trai al lumii în curs de dezvoltare fără a crește utilizarea resurselor și impactul asupra mediului. Acest lucru trebuie făcut prin utilizarea strategiilor și tehnologiei care rup legătura dintre, pe de o parte, creșterea economică și, pe de altă parte, daunele aduse mediului.și epuizarea resurselor. 
Un raport recent al UNEP propune o economie ecologică definită ca fiind unul care „îmbunătățește uman bunăstarea și echitatea socială, reducând în același timp în mod semnificativ riscurile de mediu și a deficitului ecologic“: ea „nu favorizează o perspectivă politică asupra alteia, dar funcționează pentru a minimiza epuizarea excesivă naturale capital". Raportul face trei constatări cheie:" că ecologizarea nu numai că generează creșteri ale bogăției, în special obținerea de bunuri ecologice sau capital natural, ci și (pe o perioadă de șase ani) produce o rată mai mare de creștere a PIB "; că există „o legătură indisolubilă între eradicarea sărăciei și o mai bună întreținere și conservare a bunurilor comune ecologice, care rezultă din fluxurile de beneficii din capitalul natural care sunt primite direct de săraci”; „în tranziția către o economie ecologică, se creează noi locuri de muncă, care în timp depășesc pierderile din locurile de muncă „economie maro”. Cu toate acestea, există o perioadă de pierderi de locuri de muncă în tranziție, care necesită investiții în recalificarea și reeducarea forței de muncă ". 
Mai multe domenii cheie au fost vizate pentru analize și reforme economice: efectele asupra mediului ale creșterii economice fără restricții; consecințele naturii fiind tratate ca o externalitate economică ; și posibilitatea unei economii care să țină cont mai mult de consecințele sociale și de mediu ale comportamentului pieței. Femeile sunt mai predispuse să înceapă afaceri care se concentrează pe durabilitate.

### Decuplarea degradării mediului și a creșterii economice
Din punct de vedere istoric, a existat o strânsă corelație între creșterea economică și degradarea mediului : pe măsură ce comunitățile cresc, tot așa mediul scade. Această tendință este clar demonstrată pe graficele numărului populației umane, creșterea economică și indicatorii de mediu. </ref> Creșterea economică nesustenabilă a fost puternic comparată cu creșterea malignă a unui cancer deoarece mănâncă serviciile ecosistemice ale Pământului, care sunt sistemul său de susținere a vieții. Există îngrijorarea că, dacă nu se verifică utilizarea resurselor, civilizația globală modernă va urma calea civilizațiilor antice care s-au prăbușit prin exploatarea excesivă a bazei lor de resurse. În timp ce economia convențională se preocupă în mare măsură de creșterea economică și de alocarea eficientă a resurselor, economia ecologică are obiectivul explicit de scară durabilă (mai degrabă decât creștere continuă), distribuție echitabilă și alocare eficientă, în această ordine. Consiliul Mondial al Afacerilor pentru Dezvoltare Durabilă afirmă că „afacerile nu pot avea succes în societățile care eșuează”.
În domeniile economic și de mediu, termenul de decuplare este din ce în ce mai utilizat în contextul producției economice și al calității mediului. Atunci când este utilizat în acest mod, se referă la capacitatea unei economii de a crește fără a suporta creșteri corespunzătoare ale presiunii mediului. Economia ecologică include studiul metabolismului societal, fluxul de resurse care intră și ies din sistemul economic în raport cu calitatea mediului. Se spune că o economie care poate susține creșterea PIB fără a afecta mediul este decuplată. Exact cum, dacă sau în ce măsură acest lucru poate fi realizat este un subiect de multă dezbatere. În 2011,Panoul internațional de resurse, găzduit de Programul Națiunilor Unite pentru Mediu (PNUM), a avertizat că până în 2050 rasa umană ar putea devora 140 miliarde de tone de minerale, minereuri, combustibili fosili și biomasă pe an - de trei ori rata actuală de consum - cu excepția cazului în care națiunile poate face încercări serioase de decuplare. Raportul a menționat că cetățenii țărilor dezvoltate consumă în medie 16 tone din cele patru resurse cheie pe cap de locuitor pe an (variind până la 40 sau mai multe tone pe persoană în unele țări dezvoltate). Prin comparație, o persoană medie din India consumă astăzi patru tone pe an. Studiile de durabilitate analizează modalități de reducere a intensității resurselor(cantitatea de resursă (de ex. apă, energie sau materiale) necesară pentru producția, consumul și eliminarea unei unități de bun sau serviciu) indiferent dacă acest lucru se realizează printr-o gestionare economică îmbunătățită, proiectarea produsului sau o nouă tehnologie. 
Există opinii contradictorii cu privire la faptul dacă îmbunătățirile în eficiența tehnologică și inovare vor permite o decuplare completă a creșterii economice de degradarea mediului. Pe de o parte, experții în eficiență au susținut în mod repetat că intensitatea utilizării resurselor (adică, utilizarea energiei și a materialelor pe unitatea PIB) ar putea fi, în principiu, redusă de cel puțin patru sau cinci ori, permițând astfel o creștere economică continuă fără a crește epuizarea resurselor și poluarea asociată. Pe de altă parte, o analiză istorică amplă a îmbunătățirilor eficienței tehnologice a arătat în mod concludent că îmbunătățirile în eficiența utilizării energiei și materialelor au fost aproape întotdeauna depășite de creșterea economică, în mare parte din cauzaefectul de recuperare (conservare) sau Paradoxul Jevons rezultând o creștere netă a utilizării resurselor și a poluării asociate. Mai mult, există termodinamice inerente (adică a doua lege a termodinamicii) și limite practice pentru toate îmbunătățirile de eficiență. De exemplu, există anumite cerințe materiale minime inevitabile pentru cultivarea alimentelor și există limite pentru a face automobilele, casele, mobilierul și alte produse mai ușoare și mai subțiri, fără riscul de a-și pierde funcțiile necesare.Deoarece este atât teoretic cât și practic imposibil de a crește eficiența utilizării resurselor la infinit, este la fel de imposibil să ai o creștere economică continuă și infinită fără o creștere concomitentă a epuizării resurselor și a poluării mediului, adică creșterea economică și epuizarea resurselor pot fi decuplate într-o oarecare măsură pe termen scurt, dar nu pe termen lung. În consecință, durabilitatea pe termen lung necesită tranziția către o economie a statului stabil în care PIB-ul total rămâne mai mult sau mai puțin constant, așa cum a fost susținut de decenii de Herman Daly și alții din comunitatea de economie ecologică. 
O soluție propusă diferită pentru a separa parțial creșterea economică de degradarea mediului este abordarea de restaurare. Această abordare consideră „restabilirea” ca a patra componentă a devizei comune de reducere, reutilizare, reciclare. Participanții la astfel de eforturi sunt încurajați să doneze în mod voluntar pentru conservarea naturii o mică parte din economiile financiare pe care le experimentează printr-o utilizare mai frugală a resurselor. Aceste economii financiare ar duce în mod normal la efecte de recuperare, dar o analiză teoretică sugerează că donarea chiar și a unei mici fracțiuni din economiile experimentate poate potențial mai mult decât eliminarea efectelor de recuperare.

### Natura ca externalitate economică
Importanța economică a naturii este indicată de utilizarea expresiei serviciilor ecosistemice pentru a evidenția relevanța pe piață a unei lumi naturale din ce în ce mai rare, care nu mai poate fi considerată atât nelimitată, cât și gratuită. În general, pe măsură ce o marfă sau un serviciu devine mai rar, prețul crește și acest lucru acționează ca o reținere care încurajează frugalitatea, inovația tehnică și produsele alternative. Cu toate acestea, acest lucru se aplică numai atunci când produsul sau serviciul se încadrează în sistemul pieței. Întrucât serviciile ecosistemice sunt în general tratate ca externalități economice, acestea sunt neprețuite și, prin urmare, sunt suprautilizate și degradate, situație uneori denumită Tragedia Comunelor. 
O abordare a acestei dileme a fost încercarea de a „internaliza” aceste „externalități” prin utilizarea unor strategii de piață precum ecotaxele și stimulentele, permisele tranzacționabile pentru carbon și încurajarea plății pentru serviciile ecosistemice. Monedele comunitare asociate cu sistemele de schimb local de schimb (LETS), o economie a cadourilor și Time Banking au fost, de asemenea, promovate ca o modalitate de sprijinire a economiilor locale și a mediului. Economia ecologică este o altă încercare bazată pe piață de a aborda problemele de echitate și mediu. Recesiunea globală și o serie de politici guvernamentale asociate vor aduce probabil cea mai mare scădere anuală a emisiilor mondiale de dioxid de carbon din ultimii 40 de ani.

### Oportunitate economică
Tratarea mediului ca o externalitate poate genera profit pe termen scurt în detrimentul durabilității. Practicile de afaceri durabile, pe de altă parte, integrează preocupările ecologice cu cele sociale și economice (adică triplul rezultat). Creșterea care epuizează serviciile ecosistemice este uneori numită „ creștere neeconomică ”, deoarece duce la o scădere a calității vieții. Minimizarea unei astfel de creșteri poate oferi oportunități pentru întreprinderile locale. De exemplu, deșeurile industriale pot fi tratate ca o „resursă economică într-un loc greșit”. Beneficiile reducerii deșeurilorinclud economii din costurile de eliminare, mai puține penalități de mediu și asigurare de răspundere civilă redusă. Acest lucru poate duce la creșterea cotei de piață datorită îmbunătățirii imaginii publice. Eficiența energetică poate crește, de asemenea, profiturile prin reducerea costurilor. 
Ideea sustenabilității ca oportunitate de afaceri a condus la formarea unor organizații precum Consortiul de Sustenabilitate al Societății pentru Învățarea Organizațională, Institutul de Afaceri Durabile, și Consiliul Mondial pentru Dezvoltare Durabilă. Extinderea oportunităților de afaceri durabile poate contribui la crearea de locuri de muncă prin introducerea lucrătorilor cu guler verde. Cercetările axate pe lideri corporativi progresivi care au integrat durabilitatea în strategia comercială au condus la un model de competență de lider pentru durabilitate, și a dus la apariția conceptului de „durabilitate încorporată” - definit de autorii săi Chris Laszlo și Nadya Zhexembayeva ca „încorporare a valorii de mediu, sănătate și socială în afacerea de bază, fără compromisuri în ceea ce privește prețul sau calitatea - cu alte cuvinte, fără primă socială sau verde ". Cercetările Laszlo și Zhexembayeva au arătat că sustenabilitatea integrată oferă cel puțin șapte oportunități distincte pentru crearea de valoare în afaceri: a) o mai bună gestionare a riscurilor, b) o eficiență sporită prin utilizarea deșeurilor și a resurselor reduse, c) o mai bună diferențiere a produselor, d) o piață nouă intrări, e) marcă și reputație îmbunătățite, f) oportunitate mai mare de a influența standardele industriei și g) oportunitate mai mare pentru inovație radicală. Nadya Zhexembayeva. Cercetările din 2014 au sugerat în plus că inovația determinată de epuizarea resurselor poate avea ca rezultat avantaje fundamentale pentru produsele și serviciile companiei, precum și strategia companiei în ansamblu, atunci când sunt aplicate principiile corecte ale inovației.

### Abordare de piață
Abordarea pieței se referă la politica bazată pe stimulente care încurajează practici conservatoare sau strategii de reducere a poluării. Tipurile de instrumente de piață sunt taxe de poluare, subvenții, sisteme de depozitare / rambursare și sisteme de comercializare a permiselor de poluare. 

### Abordare ecosocialistă
O școală de gândire, adesea denumită ecosocialism sau marxism ecologic, afirmă că sistemul economic capitalist este fundamental incompatibil cu cerințele ecologice și sociale ale durabilității. Această teoriebazează pe premisa că: 
1. Singurul scop economic al capitalismului este „ acumularea nelimitată de capital ” în mâinile clasei capitaliste
2. Îndemnul de a acumula (motivul profitului) îi determină pe capitaliști să reinvestească și să extindă continuu producția, creând o creștere economică nedeterminată și nesustenabilă
3. „Capitalul tinde să degradeze condițiile propriei producții” (ecosistemele și resursele de care depinde orice economie)

Astfel, conform acestei analize: 
1. Acordarea priorității economice îndeplinirii nevoilor umane în timp ce rămânem în limitele ecologice, așa cum cere dezvoltarea durabilă, este în conflict cu funcționarea structurală a capitalismului
2. O economie capitalistă de stat constant este imposibilă; plus, o economie capitalistă în stare stabilă este nedorită din punct de vedere social din cauza rezultatului inevitabil al șomajului masiv și al subocupării
3. Dacă nu este depășit de revoluție, capitalismul se va confrunta cu limitele fizice ale biosferei și se va autodistruge

Prin această logică, soluțiile bazate pe piață la crizele ecologice (economia ecologică, economia mediului, economia verde) sunt respinse ca modificări tehnice care nu se confruntă cu eșecurile structurale ale capitalismului. Soluțiile bazate pe tehnologie / știință „cu risc scăzut” precum energia solară, agricultura durabilă și creșterea eficienței energetice sunt considerate necesare, dar insuficiente. Soluțiile tehnologice „cu risc ridicat” precum energia nucleară și ingineria climatică sunt respinse în totalitate. spălare verde Încercările întreprinderilor de a „"practicile lor sunt considerate publicitate falsă și se subliniază faptul că implementarea tehnologiei regenerabile (cum ar fi propunerea Walmart de a furniza electricitatea lor cu energie solară) are efectul opus reducerii consumului de resurse, și anume creșterea economică suplimentară. Modelele de afaceri durabile și linia de jos triplă sunt privite ca laudabile din punct de vedere moral, dar ignorante cu privire la tendința din capitalism de distribuție a bogăției de a deveni din ce în ce mai inegale și instabile din punct de vedere social / nesustenabile. Ecosocialiștii susțin că lipsa generală de voință a capitaliștilor de a tolera - și a guvernelor capitaliste de a pune în aplicare - constrângeri asupra profitului maxim (cum ar fi ecotaxele sau măsurile de conservare și conservare) face ca reformele de mediu să fie incapabile să faciliteze schimbarea pe scară largă: „Istoria ne învață că, deși capitalismul a uneori au răspuns la mișcările de mediu... într-un anumit moment, în care este afectată impulsul de acumulare subiacent al sistemului, rezistența sa la cererile de mediu se rigidizează. " Ei observă, de asemenea, că, până la evenimentul colapsului ecologic total, distrugerea cauzată de dezastrele naturale determină, în general, o creștere a creșterii economice și a acumulării; astfel, capitaliștii nu au nicio motivație previzibilă pentru a reduce probabilitatea dezastrelor (adică să se transforme în producție durabilă / ecologică). 
Ecosocialistii pledează pentru succesiunea revoluționară a capitalismului de către ecosocialism - o structură economică / politică / socială egalitară concepută pentru a armoniza societatea umană cu ecologia non-umană și pentru a satisface nevoile umane - ca singura soluție suficientă pentru criza ecologică actuală și, prin urmare, singura cale către sustenabilitate. Sustenabilitatea nu este privită ca un domeniu exclusiv pentru oamenii de știință, activiști de mediu și lideri de afaceri, ci ca un proiect holistic care trebuie să implice întreaga umanitate care își redefine locul în natură: „Ce trebuie să știe fiecare ecologist... este că capitalismul nu este soluția, ci problema și că, dacă omenirea va supraviețui acestei crize, o va face pentru că și-a exercitat capacitatea de libertate umană, prin lupta socială, pentru a crea o lume cu totul nouă - în coevolutie cu planeta. "

## Dimensiunea socială
Problemele de durabilitate sunt exprimate, în general, în termeni științifici și de mediu, precum și în termeni etici ai administrării, dar punerea în aplicare a schimbării este o provocare socială care presupune, printre altele, legislația internațională și națională, planificarea și transportul urban, stilurile de viață locale și individuale și etica consumism. „Relația dintre drepturile omului și dezvoltarea umană, puterea corporativăși justiția de mediu, sărăcia globală și acțiunea cetățenească, sugerează că cetățenia globală responsabilă este un element inevitabil al ceea ce poate părea la prima vedere pentru a fi pur și simplu contează de consum și alegere personală morală.“

### Pace, securitate, dreptate socială
Întreruperile sociale precum războiul, criminalitatea și corupția deviază resursele din zonele cu cea mai mare nevoie umană, afectează capacitatea societăților de a planifica viitorul și amenință în general bunăstarea umană și mediul. Strategiile pe scară largă pentru sisteme sociale mai durabile includ: educație îmbunătățită și abilitarea politică a femeilor, în special în țările în curs de dezvoltare; o mai mare atenție pentru dreptatea socială, în special echitatea între bogați și săraci atât în țări, cât și între țări; și echitatea intergenerațională. Epuizarea resurselor naturale, inclusiv apa dulce crește probabilitatea „războaielor resurselor”. Acest aspect al sustenabilității a fost denumit securitate de mediu și creează o nevoie clară de acorduri globale de mediu pentru gestionarea resurselor precum acviferele și râurile care se întind pe granițe politice și pentru protejarea sistemelor globale partajate, inclusiv oceanele și atmosfera. 
Pentru a realiza sustenabilitatea, probabil va fi necesară pacea globală, deoarece creșterea economică este unul din principalii factori care determină capacitatea militară. Fără pace și cooperare internațională, o țară care își va limita creșterea economică va atinge o capacitate militară mai mică. Dacă există țări care continuă să crească economic, rezultatul poate fi cucerirea primei țări de către cele care continuă să crească. În astfel de condiții există o probabilitate foarte scăzută că poate exista o economie în stare stabilă. Creșterea economică va continua ceea ce poate pune probleme durabilității. 
Centrul pentru Progresul Steady economiei de stat (CASSE) menționează pe site - ul său că războiul rece a fost măsurat în PIB, și din cauza că era nesustenabilă, referindu -se la cartea lui Robert Collins, numit: „Mai multe: The Politics of Economic Creșterea în America de după război ". Cartea se referă la creșterea economică din SUA în timpul războiului rece și susține că aceasta s-a datorat voinței de „plată pentru acumularea armelor și dovada superiorității economiei de piață a Statelor Unite. " 
În 2017 liderii chinezi au declarat că vor să construiască o civilizație ecologică, ceea ce are o semnificație foarte mare pentru planetă, dar unii sunt sceptici cu privire la aceasta, parțial pentru că creșterea economică este necesară pentru creșterea capacității militare a Chinei. 
În cartea sa Guns, Germs, and Steel, Jared Diamond susține că produsul surplus, în timp ce este legat de crearea unei clase dominante și de stratificarea socială, creează posibilitatea diviziunii muncii, ceea ce înseamnă că oamenii ar putea fi specializați în război, fabricarea armelor, iar acest lucru a permis țărilor cu mai multe surplusuri de produse să cucerească țările cu mai puțin.

### Sărăcie
Un obstacol major pentru realizarea sustenabilității este reducerea sărăciei. S-a recunoscut pe scară largă că sărăcia este o sursă de degradare a mediului. O astfel de recunoaștere a fost făcută de raportul Comisiei Brundtland, Our Common Future, și de Obiectivele de dezvoltare ale mileniului. Există o cunoaștere din ce în ce mai mare în guvernele naționale și în instituțiile multilaterale că este imposibil să se separe problemele de dezvoltare economică de problemele de mediu: conform raportului Brundtland, „sărăcia este o cauză și un efect major al problemelor globale de mediu. Prin urmare, este inutilă. să încerce să facă față problemelor de mediu fără o perspectivă mai largă care să cuprindă factorii care stau la baza sărăciei mondiale și a inegalității internaționale. " Persoanele care trăiesc în sărăcie tind să se bazeze în mare măsură pe ecosistemul lor local ca sursă pentru nevoile de bază (cum ar fi nutriția și medicina) și bunăstarea generală. Pe măsură ce creșterea populației continuă să crească, se exercită o presiune tot mai mare asupra ecosistemului local pentru a oferi aceste elemente esențiale de bază. Potrivit Fondului ONU pentru Populație, fertilitatea ridicată și sărăcia au fost puternic corelate, iar cele mai sărace țări din lume au cele mai ridicate rate de fertilitate și de creștere a populației. Cuvântul durabilitate este, de asemenea, utilizat pe scară largă de agențiile de dezvoltare ale țărilor occidentale și de organizațiile de caritate internaționale pentru a-și concentra eforturile de reducere a sărăciei în moduri care pot fi susținute de populația locală și de mediul său. De exemplu, predareatratarea apei către săraci prin fierberea apei cu cărbune nu ar fi considerată, în general, o strategie durabilă, în timp ce utilizarea dezinfectării solare a apei PET ar fi. De asemenea, cele mai bune practici durabile pot implica reciclarea materialelor, cum ar fi utilizarea materialelor plastice reciclate pentru cherestea, unde defrișările au devastat baza de lemn a unei țări. Un alt exemplu de practici durabile în combaterea sărăciei este utilizarea materialelor reciclate exportate din țările dezvoltate către țările în curs de dezvoltare, cum ar fi utilizarea de către Bridges to Prosperity a cablurilor de sârmă de la macaralele portic pentru containere. să acționeze ca o frânghie structurală pentru podurile care traversează râurile din zonele rurale sărace din Asia și Africa. 

### Relația umană cu natura
Potrivit lui Murray Bookchin, ideea că oamenii trebuie să domine natura este comună în societățile ierarhice. Bookchin susține că capitalismul și relațiile de piață, dacă nu sunt controlate, pot reduce planeta la o simplă resursă de exploatat. Natura este astfel tratată ca o marfă : „Jefuirea spiritului uman de piață este paralelă cu jefuirea pământului de către capital”. Ecologie socială, fondată de Bookchin, se bazează pe convingerea că aproape toate problemele ecologice prezente ale umanității își au originea în, într-adevăr, sunt doar simptome ale unor aranjamente sociale disfuncționale. În timp ce majoritatea autorilor procedează ca și cum problemele noastre ecologice pot fi rezolvate prin implementarea recomandărilor care provin din studii fizice, biologice, economice etc., afirmația lui Bookchin este că aceste probleme pot fi rezolvate doar prin înțelegerea proceselor sociale de bază și intervenirea în aceste procese. prin aplicarea conceptelor și metodelor științelor sociale. 
O abordare pur capitalistă a fost criticată și în Stern Review on the Economics of Climate Change, referindu-se la schimbările climatice ca „cel mai mare exemplu de eșec al pieței pe care l-am văzut vreodată”. 
Cu Statele Unite ale Americii, Guvernul și economia au avut un impact de lungă durată asupra mediului, dar într-un mod problematic. Problemele politice referitoare la mediu au arătat că țara consideră protecția mediului ca pe o „problemă second-hand”. O cauză a acestui fapt este o anumită dilemă numită „problemă de acțiune colectivă” sau dileme de acțiune colectivă. „Acestea apar atunci când indivizii, firmele sau guvernele ar fi mai bine dacă ar coopera în urmărirea unui scop comun, dar, dintr-un singur motiv sau altul, unul sau mai mulți dintre cei implicați aleg un curs de acțiune mai puțin optim. Matthew Potoski și Aseem Prakash au realizat un model care stabilește 4 celule care explică fiecare beneficiu pentru guvern sau procesul economic. Pentru guvern, un cost ar putea fi pierderea încrederii și încrederii publice, în timp ce o firmă ar putea pierde cota de piață și profitabilitatea 
Ecologia profundă este o mișcare fondată de Arne Naess care stabilește principii pentru bunăstarea tuturor vieții de pe Pământ și bogăția și diversitatea formelor de viață. Mișcarea susține, printre altele, o scădere substanțială a populației umane și a consumului, împreună cu reducerea interferenței umane cu lumea neumană. Pentru a realiza acest lucru, ecologiștii profundi susțin politici pentru structuri economice, tehnologice și ideologice de bază care vor îmbunătăți mai degrabă calitatea vieții decât nivelul de trai. Cei care subscriu la aceste principii sunt obligați să facă schimbarea necesară. Conceptul unui Sustainocen de miliarde de ania fost dezvoltat pentru a iniția luarea în considerare politică a unui pământ în care structurile umane alimentează și alimentează nevoile acelei specii (de exemplu prin fotosinteză artificială) permițând drepturile naturii. 

### Așezările umane
O abordare a vieții durabile, exemplificată de orașele de tranziție urbană la scară mică și de ecovilașele rurale, urmărește să creeze comunități autonome bazate pe principiile vieții simple, care maximizează autosuficiența, în special în producția de alimente. Aceste principii, la o scară mai largă, stau la baza conceptului de economie bioregională. Aceste abordări utilizează adesea schimbul de cunoștințe bazat pe bunuri comune de tehnologie adecvată open source. 
Alte abordări, bazate vag în jurul New Urbanism, reduc cu succes impactul asupra mediului prin modificarea mediului construit pentru a crea și păstra orașe durabile care să sprijine transportul durabil și locuințele cu emisii zero. Locuitorii din cartierele urbane compacte conduce mai putine mile, si au reduce semnificativ impactul asupra mediului într - o serie de măsuri, în comparație cu cei care trăiesc în asupra lui suburbii. Cartierele urbane compacte ar promova, de asemenea, un climat excelent pentru oameni, prin care creșterea accesibilității la bicicletă, mers pe jos sau transportul public în cartiere ar crește cantitatea de interacțiune dintre oameni. Cu o mai mare diversificare între oameni, acest lucru crește fericirea oamenilor și duce la un nivel de trai mai bun. În arhitectura durabilă, mișcarea recentă a Arhitecturii noi clasice promovează o abordare durabilă a construcției, care apreciază și dezvoltă creșterea inteligentă, tradiția arhitecturală și designul clasic. Acest lucru spre deosebire de modernist șiarhitectură uniformă la nivel global, precum și terenuri de locuințe solitare opuse și extinderea suburbană. Ambele tendințe au început în anii 1980. Conceptul de gestionare a utilizării terenurilor cu flux circular a fost, de asemenea, introdus în Europa pentru a promova modele de utilizare a terenurilor durabile, care se străduiesc să obțină orașe compacte și o reducere a terenurilor ecologice preluate de extinderea urbană. 
Mișcările sociale la scară largă pot influența atât alegerile comunității, cât și mediul construit. Eco-municipalitățile pot fi una dintre aceste mișcări. Eco-municipalități să ia o sisteme de abordare, bazată pe principii de durabilitate. Mișcarea eco-municipalitate este participativă, implicând membrii comunității într-o abordare de jos în sus. În Suedia, peste 70 de orașe - 25% din toate municipalitățile din țară - au adoptat un set comun de „Principii de durabilitate” și le-au pus în aplicare în mod sistematic pe parcursul operațiunilor lor municipale. Acum există douăsprezece municipalități ecologice în Statele Unite și Asociația Americană de Planificarea adoptat obiective de sustenabilitate bazate pe aceleași principii. 
Există o mulțime de sfaturi disponibile pentru persoanele care doresc să-și reducă impactul personal și social asupra mediului prin pași mici, ieftini și ușor de realizat. Dar tranziția necesară pentru a reduce consumul uman global în limite durabile implică schimbări mult mai mari, la toate nivelurile și contextele societății. Națiunile Unite au recunoscut rolul central al educației, și au declarat un deceniu de educație pentru dezvoltare durabilă, 2005-2014, care are ca scop „provocare de noi toți să adopte noi comportamente și practici pentru a asigura viitorul nostru“. Fondul în toată lumea pentru Naturăpropune o strategie pentru durabilitate care depășește educația pentru a aborda valorile societale individualiste și materialiste subiacente și pentru a consolida conexiunile oamenilor cu lumea naturală.

### Drepturile omului și ale muncii
Aplicarea durabilității sociale impune părților interesate să analizeze drepturile omului și ale muncii, prevenirea traficului de persoane și alte riscuri ale drepturilor omului. Aceste aspecte ar trebui luate în considerare la producerea și achiziționarea diverselor mărfuri la nivel mondial. Comunitatea internațională a identificat multe industrii ale căror practici s-au dovedit a încălca sustenabilitatea socială, iar multe dintre aceste industrii au la dispoziție organizații care ajută la verificarea durabilității sociale a produselor și serviciilor. Principiile Ecuator (industria financiară), Fair Wear Foundation(confecții) și Coaliția pentru cetățenie a industriei electronice sunt exemple de astfel de organizații și inițiative. Sunt disponibile, de asemenea, resurse pentru verificarea ciclului de viață al produselor și a nivelului producătorului sau vânzătorului, cum ar fi Green Seal pentru produse de curățare, NSF -140 pentru producția de covoare și chiar etichetarea alimentelor organice în Statele Unite.

## Dimensiunea culturală

### Turism
Turismul durabil caută să crească vizitele și veniturile din turism, păstrând în același timp patrimoniul vulnerabil și siturile ecologice. Acest lucru poate fi realizat prin atragerea vizitatorilor către site-uri reparate sau reconstruite, folosind marketingul de patrimoniu pentru a promova un sentiment de autenticitate. Conform unei lucrări publicate în Journal of Sustainable Tourism, experiențele unui vizitator pot fi îmbunătățite atunci când înlocuiesc cele inventate cu cele autentice, deși acest lucru poate inspira, de asemenea, o dorință potențial dăunătoare de vizite de urmărire a lucrului real: site-uri autentice obiectiv neatinse de reparații sau întinerire. Sentimentele de autenticitate pe un sit turistic sunt astfel implicit legate de turismul durabil; întrucât maximizarea autenticității „simțite” existențiale la site-urile cu proveniență istorică limitată crește probabilitatea vizitelor de întoarcere și diminuează dorința de vizite la site-uri autentice.

## Bunăstare și durabilitate
Organizația Mondială a Sănătății a recunoscut că realizarea durabilității este imposibilă fără abordarea problemelor de sănătate. Este necesară o lume durabilă pentru o sănătate durabilă și unele modalități de a atinge mai mult PIB (parte a obiectivelor de dezvoltare durabilă) pot dăuna sănătății. Există o creștere a unor probleme de sănătate și durabilitate interconectate, de exemplu, în producția de alimente. Măsurile pentru realizarea sustenabilității mediului pot îmbunătăți sănătatea 
- În 2018, 130 de academii științifice și medicale au publicat un raport, spunând că sistemul alimentar global ne eșuează: produce prea multă mâncare ceea ce creează o distrugere imensă a mediului dintr-o parte și o daună imensă pentru sănătate din cauza supraponderabilității și obezității din cealaltă un număr de oameni subnutriți în același timp.

Un raport al comisiei Lancet spune același lucru. Experții scriu: "Ceea ce facem acum este nedurabil", "Singurul lucru pe care îl putem spera este că un sentiment de urgență va pătrunde. Ne-am epuizat timpul". „Până acum, subnutriția și obezitatea au fost văzute ca opuse polare, fie de prea puține, fie de prea multe calorii”. concentrat pe creșterea economică și ignoră rezultatele negative asupra sănătății și echității. Schimbările climatice au aceeași poveste despre profituri și putere ", 
Obezitatea era o problemă medicală pentru persoanele care consumau excesiv de alimente și lucrau prea puțin deja în Roma antică, iar impactul acesteia a crescut încet de-a lungul istoriei. 
- Promovarea vieții active și reducerea sedentarismului, de exemplu, cu bicicleta, reduce emisiile de gaze cu efect de seră și îmbunătățește sănătatea
- Reducerea utilizării ecranelor poate ajuta la combaterea multor boli, inclusiv la depresie și la scăderea emisiilor de gaze cu efect de seră
- Reducerea poluării luminoase poate reduce emisiile de GES și poate îmbunătăți sănătatea

În unele cazuri, reducerea consumului poate crește nivelul de viață. În Costa Rica PIB-ul este de 4 ori mai mic decât în multe țări din Europa de Vest și America de Nord, dar oamenii trăiesc mai mult și mai bine. Un studiu american arată că atunci când veniturile sunt mai mari de 75.000 de dolari, o creștere a profiturilor nu crește bunăstarea. Pentru o mai bună măsurare a bunăstării, New Economics Foundation a lansat Indicele Happy Planet. 
La începutul secolului al XXI-lea, peste 100 de organizații au creat Alianța pentru economia bunăstării cu scopul de a crea o economie care să garanteze bunăstarea și să vindece natura în același timp. 

## Religie și durabilitate
La începutul secolului al XXI-lea, papa Francisc a publicat enciclica „Laudato si'”, un document care cheamă umanitatea să păstreze durabilitatea biosferei. Enciclica este predată în academia Obiectivelor de dezvoltare durabilă. Documentul mai este numit și „despre îngrijirea casei noastre comune”. În enciclică, papa cheamă să lupte împotriva schimbărilor climatice și a degradării ecologice în ansamblu. El a susținut că umanitatea se confruntă cu o criză ecologică severă și a dat vina pe consumism și pe o dezvoltare nerezponsabilă. Enciclica se adresează „oricărei persoane care trăiește pe această planetă”.

## Amenințări pentru sustenabilitate
În 2009, un grup de oameni de știință condus de Johan Rockström de la Stockholm Resilience Center și Will Steffen de la Universitatea Națională Australiană au descris nouă limite planetare. Încălcarea chiar și a unuia dintre ele poate fi periculoasă pentru durabilitate. Aceste limite sunt: 
| Limite planetare             | Limite planetare | Limite planetare    | Limite planetare    | Limite planetare    | Limite planetare       | Limite planetare |
| Procesul sistemului Pământ   | Variabila de control | Valoarea limită     | Valoarea curentă    | Limita traversată   | Valoare preindustrială | Comentariu       |
| ---------------------------- | --- | ------------------- | ------------------- | ------------------- | ---------------------- | ---------------- |
| 1. Schimbările climatice     | Concentrația atmosferică de dioxid de carbon ( ppm în volum) A se vedea, de asemenea: Punct de basculare (climatologie)         | 350                 | 400                 | da                  | 280                    |                  |
| 1. Schimbările climatice     | Alternativ: creșterea forțelor radiative (W / m 2) de la începutul revoluției industriale (~ 1750)                              | 1.0                 | 1.5                 | da                  | 0                      |                  |
| 2. Pierderea biodiversității | Rata de dispariție (numărul de specii pe milion pe an)                                                                          | 10                  | > 100               | da                  | 0,1-1                  |                  |
| 3. Biogeochimic              | (a) azot antropogen eliminat din atmosferă (milioane de tone pe an)                                                             | 35                  | 121                 | da                  | 0                      |                  |
| 3. Biogeochimic              | (b) fosfor antropic care pătrunde în oceane (milioane de tone pe an)                                                            | 11                  | 8,5-9,5             | Nu                  | −1                     |                  |
| 4. Acidificarea oceanelor    | Starea globală de saturație globală a aragonitului în apa de mare de suprafață (unități omega)                                  | 2,75                | 2,90                | Nu                  | 3,44                   |                  |
| 5. Utilizarea terenului      | Suprafața terenului convertită în teren cultivabil (procente)                                                                   | 15                  | 11.7                | Nu                  | scăzut                 |                  |
| 6. Apă dulce                 | Consumul global de apă umană (km 3 / an)                                                                                        | 4000                | 2600                | Nu                  | 415                    |                  |
| 7. Epuizarea ozonului        | Concentrația de ozon stratosferic (unități Dobson)                                                                              | 276                 | 283                 | Nu                  | 290                    |                  |
| 8. Aerosoli atmosferici      | Concentrația totală de particule în atmosferă, la nivel regional                                                                | încă nu cuantificat | încă nu cuantificat | încă nu cuantificat | încă nu cuantificat    |                  |
| 9. Poluarea chimică          | Concentrația de substanțe toxice, materiale plastice, perturbatoare endocrine, metale grele și contaminare radioactivă în mediu | încă nu cuantificat | încă nu cuantificat | încă nu cuantificat | încă nu cuantificat    |                  |

În 2015, oamenii de știință au publicat o actualizare. Au schimbat denumirea limitei „Pierderea biodeversității” în „Schimbarea integrității biosferei”, ceea ce înseamnă că nu numai numărul speciilor, ci și funcționarea biosferei în ansamblu este important și „Poluarea chimică” în „Introducerea unor entități noi”, „incluzând în acesta nu numai poluarea, ci și„ poluanții organici, materialele radioactive, nanomaterialele și micro-plasticele ”. Conform actualizării 4, limitele sunt depășite: „schimbările climatice, pierderea integrității biosferei, schimbarea sistemului terestru, ciclurile biogeochimice modificate (fosfor și azot)”. În 2019, au încercat să dezvolte o nouă versiune a limitelor, inclusiv în limita „Introducerea entităților noi”organisme modificate genetic,pesticide și chiar inteligență artificială. 
În 2005, Jared Diamond a publicat o carte intitulată: Collapse: How Societies Choose to Fail or Succeed, în care a descris 12 probleme principale care pot fi periculoase pentru durabilitate: 
1. Defrișări și distrugerea habitatelor
2. Probleme cu solul (eroziune, salinizare și pierderi de fertilitate ale solului)
3. Probleme de gestionare a apei
4. Vânătoarea excesivă
5. Pescuitul excesiv
6. Efectele speciilor introduse asupra speciilor native
7. Suprapopularea
8. Creșterea impactului pe cap de locuitor al oamenilor
9. Schimbările climatice antropice
10. Acumularea de toxine în mediu
11. Deficitul de energie
12. Utilizarea umană completă a capacității fotosintetice a Pământului

## Soluții: căi spre durabilitate
Strategiile pentru atingerea sustenabilității pot fi în general împărțite în trei categorii. Majoritatea guvernelor și organizațiilor internaționale care urmăresc realizarea sustenabilității utilizează toate cele trei abordări, deși s-ar putea să nu fie de acord cu privire la care merită prioritate. Cele trei abordări, întruchipate în formula I = PAT, pot fi rezumate după cum urmează: 
Afluență: Mulți cred că cea mai bună cale către durabilitate este reducerea consumului. Această teorie este reprezentată cel mai clar în ideea unei economii în stare stabilă, adică o economie fără creștere. Metodele din această categorie includ, printre altele, eliminarea treptată a pungilor de plastic ușoare, promovarea ciclismului și creșterea eficienței energetice. De exemplu, conform raportului „Plastic și climă”, plasticul ar putea emite emisii de gaze cu efect de seră, până la 15% din bugetul rămas de carbon al Pământului, până în 2050 și peste 50% până în 2100, cu excepția impactului asupra fitoplanctonului. Raportul spune că pentru rezolvarea problemei, reducerea consumului va fi esențială. În 2020 cercetările au fost publicate de un grup de oameni de știință, spunând că bogăția este cea mai mare amenințare la adresa sustenabilității. Cercetarea a fost publicată pe site-ul Forumului Economic Mondial. 
Populație: Alții consideră că cel mai eficient mijloc de realizare a sustenabilității este controlul populației, de exemplu prin îmbunătățirea accesului la controlul nașterilor și educație. 
Tehnologie: Alții susțin că cea mai promițătoare cale către sustenabilitate este noua tehnologie. Această teorie poate fi privită ca o formă de optimism tehnologic. O tactică populară în această categorie este trecerea la energia regenerabilă. Alte metode de realizare a sustenabilității, asociate acestei teorii sunt ingineria climatică (geoingineria), ingineria genetică (OMG, organism modificat genetic), decuplarea. 
De asemenea, legislația nu ar trebui să fie o barieră în calea durabilității. Literatura de drept a indicat că ar putea fi necesară inovarea legislativă. 
Organizațiile al căror scop principal este menținerea durabilității sunt în general definite ca organizații de mediu. Acestea fac parte din mișcarea ecologistă. 